# Taxital
Inom talteorin är det n-te taxitalet det minsta positiva heltal som kan uttryckas som summan av två positiva kuber på n olika sätt. Det n-te taxitalet betecknas ofta Ta(n) eller Taxicab(n).
Namnet kommer från en konversation som matematikern G. H. Hardy berättade ha haft med  
den självlärde indiske matematikern Srinivasa Aiyangar Ramanujan då han gjorde ett sjukbesök hos denne. Hardy sade att han hade åkt med en taxi med nummer 1729, vilket syntes Hardy vara ett rätt ointressant tal. Ramanujan svarade då genast att det tvärtom är ett mycket intressant tal, då det är det minsta heltal som kan skrivas som summan av två kuber på två olika sätt.

## Existerar för alla positiva heltal
G. H. Hardy och E. M. Wright bevisade 1954 att Ta(n) existerar för alla positiva heltal n, men deras bevis var inte konstruktivt, det vill säga det hjälper oss inte att finna nya taxital.

## Kända taxital
De enda taxital som man hittills känner till är de följande fem (talföljd A011541 i OEIS):
{\displaystyle {\begin{matrix}\operatorname {Ta} (1)&=&2&=&1^{3}+1^{3}\end{matrix}}}
{\displaystyle {\begin{matrix}\operatorname {Ta} (2)&=&1729&=&1^{3}+12^{3}\\&&&=&9^{3}+10^{3}\end{matrix}}}
{\displaystyle {\begin{matrix}\operatorname {Ta} (3)&=&87539319&=&167^{3}+436^{3}\\&&&=&228^{3}+423^{3}\\&&&=&255^{3}+414^{3}\end{matrix}}}
{\displaystyle {\begin{matrix}\operatorname {Ta} (4)&=&6963472309248&=&2421^{3}+19083^{3}\\&&&=&5436^{3}+18948^{3}\\&&&=&10200^{3}+18072^{3}\\&&&=&13322^{3}+16630^{3}\end{matrix}}}
{\displaystyle {\begin{matrix}\operatorname {Ta} (5)&=&48988659276962496&=&38787^{3}+365757^{3}\\&&&=&107839^{3}+362753^{3}\\&&&=&205292^{3}+342952^{3}\\&&&=&221424^{3}+336588^{3}\\&&&=&231518^{3}+331954^{3}\end{matrix}}}
Man visste länge inte det exakta värdet på Ta(6), bara att det var större än
68 000 000 000 000 000 000 men
inte större än 24 153 319 581 254 312 065 344, eftersom:
{\displaystyle {\begin{matrix}\operatorname {Ta} (6)&=&24153319581254312065344&=&28906206^{3}+582162^{3}\\&&&=&28894803^{3}+3064173^{3}\\&&&=&28657487^{3}+8519281^{3}\\&&&=&27093208^{3}+16218068^{3}\\&&&=&26590452^{3}+17492496^{3}\\&&&=&26224366^{3}+18289922^{3}.\end{matrix}}}
2008 kunde dock Uwe Hollerbach visa att Ta(6) verkligen är ovanstående tal
 vilket följde på en artikel 2003 av Calude et al. som gav en 99% sannolikhet att talet verkligen var Ta(6).

## Ännu inte kända taxital
Ta(7) till Ta(12) är inte kända, men de kan som högst vara nedanstående värden.
{\displaystyle {\begin{matrix}\operatorname {Ta} (7)&\leq &24885189317885898975235988544&=&2648660966^{3}+1847282122^{3}\\&&&=&2685635652^{3}+1766742096^{3}\\&&&=&2736414008^{3}+1638024868^{3}\\&&&=&2894406187^{3}+860447381^{3}\\&&&=&2915734948^{3}+459531128^{3}\\&&&=&2918375103^{3}+309481473^{3}\\&&&=&2919526806^{3}+58798362^{3}\end{matrix}}}
{\displaystyle {\begin{matrix}\operatorname {Ta} (8)&\leq &50974398750539071400590819921724352&=&299512063576^{3}+288873662876^{3}\\&&&=&336379942682^{3}+234604829494^{3}\\&&&=&341075727804^{3}+224376246192^{3}\\&&&=&347524579016^{3}+208029158236^{3}\\&&&=&367589585749^{3}+109276817387^{3}\\&&&=&370298338396^{3}+58360453256^{3}\\&&&=&370633638081^{3}+39304147071^{3}\\&&&=&370779904362^{3}+7467391974^{3}\end{matrix}}}
{\displaystyle {\begin{matrix}\operatorname {Ta} (9)&\leq &136897813798023990395783317207361432493888&=&41632176837064^{3}+40153439139764^{3}\\&&&=&46756812032798^{3}+32610071299666^{3}\\&&&=&47409526164756^{3}+31188298220688^{3}\\&&&=&48305916483224^{3}+28916052994804^{3}\\&&&=&51094952419111^{3}+15189477616793^{3}\\&&&=&51471469037044^{3}+8112103002584^{3}\\&&&=&51518075693259^{3}+5463276442869^{3}\\&&&=&51530042142656^{3}+4076877805588^{3}\\&&&=&51538406706318^{3}+1037967484386^{3}\end{matrix}}}
{\displaystyle {\begin{matrix}\operatorname {Ta} (10)&\leq &7335345315241855602572782233444632535674275447104&=&15695330667573128^{3}+15137846555691028^{3}\\&&&=&17627318136364846^{3}+12293996879974082^{3}\\&&&=&17873391364113012^{3}+11757988429199376^{3}\\&&&=&18211330514175448^{3}+10901351979041108^{3}\\&&&=&19262797062004847^{3}+5726433061530961^{3}\\&&&=&19404743826965588^{3}+3058262831974168^{3}\\&&&=&19422314536358643^{3}+2059655218961613^{3}\\&&&=&19426825887781312^{3}+1536982932706676^{3}\\&&&=&19429379778270560^{3}+904069333568884^{3}\\&&&=&19429979328281886^{3}+391313741613522^{3}\end{matrix}}}
{\displaystyle {\begin{matrix}\operatorname {Ta} (11)&\leq &2818537360434849382734382145310807703728251895897826621632&=&11410505395325664056^{3}+11005214445987377356^{3}\\&&&=&12815060285137243042^{3}+8937735731741157614^{3}\\&&&=&12993955521710159724^{3}+8548057588027946352^{3}\\&&&=&13239637283805550696^{3}+7925282888762885516^{3}\\&&&=&13600192974314732786^{3}+6716379921779399326^{3}\\&&&=&14004053464077523769^{3}+4163116835733008647^{3}\\&&&=&14107248762203982476^{3}+2223357078845220136^{3}\\&&&=&14120022667932733461^{3}+1497369344185092651^{3}\\&&&=&14123302420417013824^{3}+1117386592077753452^{3}\\&&&=&14125159098802697120^{3}+657258405504578668^{3}\\&&&=&14125594971660931122^{3}+284485090153030494^{3}\end{matrix}}}
{\displaystyle {\begin{matrix}\operatorname {Ta} (12)&\leq &73914858746493893996583617733225161086864012865017882136931801625152&=&33900611529512547910376^{3}+32696492119028498124676^{3}\\&&&=&38073544107142749077782^{3}+26554012859002979271194^{3}\\&&&=&38605041855000884540004^{3}+25396279094031028611792^{3}\\&&&=&39334962370186291117816^{3}+23546015462514532868036^{3}\\&&&=&40406173326689071107206^{3}+19954364747606595397546^{3}\\&&&=&41606042841774323117699^{3}+12368620118962768690237^{3}\\&&&=&41912636072508031936196^{3}+6605593881249149024056^{3}\\&&&=&41950587346428151112631^{3}+4448684321573910266121^{3}\\&&&=&41960331491058948071104^{3}+3319755565063005505892^{3}\\&&&=&41965847682542813143520^{3}+1952714722754103222628^{3}\\&&&=&41965889731136229476526^{3}+1933097542618122241026^{3}\\&&&=&41967142660804626363462^{3}+845205202844653597674^{3}\end{matrix}}}